# 渥美電鉄デテハ1000形電車
渥美電鉄デテハ1000形電車（あつみでんきてつどうデテハ1000がたでんしゃ）は、渥美電鉄が新製した同社初の全鋼製四軸ボギー車。後年渥美電鉄が名古屋鉄道（名鉄）へ吸収合併されたことに伴い、モ1050形と改称された。

## 沿革
1926年（大正15年）に日本車輌製造で製造された渥美電鉄デテハ1001である。当時としては画期的な全鋼製車体を採用している。試作車的な存在であり、製造数は1両のみである。
1940年（昭和15年）、名古屋鉄道が渥美電鉄を合併すると、モ1050形1051へ改称・改番。渥美線で運用される。
全鋼製車体であったが、試作車であったことが災いし、各部の腐食が激しくなる。そのため1952年（昭和27年）に半鋼製化改造を受ける。
1954年（昭和29年）、名古屋鉄道が渥美線新豊橋 - 三河田原間を豊橋鉄道へ譲渡すると、モ1050形も豊橋鉄道に譲渡される。
豊橋鉄道では単車で運用されていたが、2両編成を組むために1964年（昭和39年）に連結面貫通路と乗務員扉を新設。1966年（昭和41年）にはHL制御化とパンタグラフ化などが行われる。1968年（昭和43年）に車長に基づいてモ1400形（1401）に改称する。1971年（昭和46年）にはAB制御化され他車と連結運転が可能となる。
1980年代半ばには実質休車となり、1986年（昭和61年）に廃車となる。